# Stenhuggaren
Stenhuggaren - no Brasil O Cortador de Pedras, e em Portugal A Teia de Cinzas -  é um romance da escritora sueca Camilla Läckberg, publicado em 2005 pela editora Forum. 

A tradução portuguesa foi editada pela Dom Quixote em 2011, e a tradução brasileira pela Planeta do Brasil em 2011.